# چوکونیاویشونتا
چوکونیاویشونتا (به مجاری:  Csokonyavisonta) یک منطقهٔ مسکونی در مجارستان است که در ناحیه بارچ واقع شده‌است. چوکونیاویشونتا ۸۱٫۲۹ کیلومتر مربع مساحت و ۱٬۵۴۶ نفر جمعیت دارد.